# Yết Kiêu (HQ-927)
Yết Kiêu (927) — пошуково-рятувальний корабель для підводних човнів ВМС В'єтнама. Судно було побудовано за проектом RESCUE GEAR SHIP 9316 голландської суднобудівної та проектної групи Damen.

## Будівництво
Церемонія закладки кіля відбулася на суднобудівному підприємстві Z189 в місті Хі-Пхон 24 травня 2018 року. Спуск на воду пошуково-рятувального судна відбувся 4 грудня 2020 року. На церемонії введеня в експлуатацію, що відбулася 30 липня 2021 року ВМС В'єтнаму отримали свій перший в історії пошуково-рятувальний корабель для підводних човнів. Планується, що корабель буде розміщений на В'єтнамській військово-морській базі Камрань, і буде призначений для підтримки та обслуговування шести дизель-електричних ударних підводних човнів класу Kilo, які були офіційно придбані в 2009 році та вперше введені в експлуатацію на початку 2014 року.

## Конструкція
Yết Kiêu будувався за проектом RESCUE GEAR SHIP 9316 голландської суднобудівної та проектної групи Damen. Багатоцільовий корабель має польотну палубу в носовій частині і раму в кормовій частині для спуску і підйому підводного рятувального апарата LR11 (SRV). Побудований британською компанією Forum Energy Technologies, апарат LR11 здатний працювати на глибині до 600 м і може одночасно врятувати до 17 осіб. Forum Energy Technologies поставила LR11 компанії Submarine Manufacturing & Products (SMP), яка в 2018 році уклала контракт на поставку повного комплекту рятувального обладнання для підводних човнів для нового в'єтнамського корабля.
У комплект підводного рятувального обладнання також входять дистанційно керовані апарати, атмосферні водолазні костюми і аварійна система вентиляції і декомпресії підводного човна.